# Rote Pestratte
Die Rote Pestratte (Nesokia bunnii) ist eine Nagetierart aus der Gruppe der Altweltmäuse (Murinae). Manchmal wird sie in einer eigenen Gattung, Erythronesokia, geführt.
Der Artzusatz im wissenschaftlichen Namen ehrt den Zoologen Munir K. Bunni aus dem Irak.

## Beschreibung und Kurzgeschichte
Rote Pestratten sind sehr große Vertreter der Altweltmäuse, sie erreichen eine Kopfrumpflänge von 25 bis 27 Zentimetern, eine Schwanzlänge von rund 21 Zentimetern und ein Gewicht von rund 520 Gramm. Ihr Fell ist am Rücken rötlich gefärbt, die Flanken sind orange, der Bauch und die Beine sind weiß. Der Schwanz ist behaart, das Fell ist rau.
Rote Pestratten leben im Irak, ihr Verbreitungsgebiet umfasst die Sumpfgebiete am Unterlauf des Euphrat und Tigris. Über die Lebensweise ist sehr wenig bekannt, Berichten zufolge soll sie gut schwimmen, aber auch klettern können.
Obwohl sie der größte Vertreter der Mäuseartigen im Irak ist und durch ihre rötliche Färbung auffällt, wurde sie erst im Jahr 1981 wissenschaftlich beschrieben – der lokalen Bevölkerung ist sie aber seit langem bekannt. Hauptgefahr stellt die Trockenlegung der Sümpfe und damit die Zerstörung des Lebensraumes dar. Die IUCN listet die Rote Pestratte als „stark gefährdet“ (endangered).
Die Rote Pestratte wurde zwischen 1974 und 1977 zuletzt nachgewiesen.